# Данфорт (тауншип, Миннесота)
Данфорт (англ. Danforth) — тауншип в округе Пайн, Миннесота, США. На 2000 год его население составило 84 человека.

## География
По данным Бюро переписи населения США площадь тауншипа составляет 94,0 км², из которых 94,0 км² занимает суша, а 0,1 км² — вода (0,08 %).

## Демография
По данным переписи населения 2000 года здесь находились 84 человека, 33 домохозяйства и 25 семей. Плотность населения —  0,9 чел./км². На территории тауншипа расположено 81 построек со средней плотностью 0,9 построек на один квадратный километр. Расовый состав населения: 100,00 % белых.
Из 33 домохозяйств в 33,3 % воспитывались дети до 18 лет, в 60,6 % проживали супружеские пары, в 9,1 % проживали незамужние женщины и в 24,2 % домохозяйств проживали несемейные люди. 18,2 % домохозяйств состояли из одного человека, при том 3,0 % из — одиноких пожилых людей старше 65 лет. Средний размер домохозяйства — 2,55, а семьи — 2,96 человека.
29,8 % населения — младше 18 лет, 4,8 % — в возрасте от 18 до 24 лет, 23,8 % — от 25 до 44, 28,6 % — от 45 до 64, и 13,1 % — старше 65 лет. Средний возраст — 41 год. На каждые 100 женщин приходилось 110,0 мужчин. На каждые 100 женщин старше 18 приходилось 103,4 мужчин.
Средний годовой доход домохозяйства составлял 49 375 долларов, а средний годовой доход семьи —  46 250 долларов. Средний доход мужчин —  46 250  долларов, в то время как у женщин — 48 750. Доход на душу населения составил 22 171 доллар. За чертой бедности находились 33,3 % семей и 40,3 % всего населения тауншипа, из которых 100,0 % младше 18 лет.